# 让-卢·达巴迪
让-卢·达巴迪（法語：Jean-Loup Dabadie，1938年9月27日—2020年5月24日），法国作家、编剧，法兰西学术院院士。

## 生平
1938年生于巴黎。幼年在格勒诺布尔度过。先后就读于詹森薩伊中學和路易大帝中学。1957年出版处女作小说《眼睛干涩》。后又开始从事记者、编剧、歌曲创作、导演等工作。1977年至1979年3次获凯撒电影奖提名。2008年4月10日当选法兰西学术院院士。2009年获第24届胜利音乐奖终身成就奖。2020年5月24日在巴黎逝世。